# Henriëtte Boas
Henriëtte Boas (Amsterdam, 10 oktober 1911 – aldaar, 23 juni 2001) was een Nederlands classica en publiciste. 

## Levensloop
Boas werd geboren in een joods gezin en groeide op in de Den Texstraat in Amsterdam. Ze was de kleindochter van diamantslijper Samuel Boas en dochter van dr. Marcus Boas, bekend leraar in de klassieke talen en een vooraanstaande figuur in het genootschap Amstelodamum. Een van haar broers was de advocaat Sal Boas. Ze studeerde psychologie, Oude geschiedenis, en Godsdienstgeschiedenis en promoveerde in 1938 aan de Universiteit van Amsterdam bij professor David Cohen. In 1933 was ze als studente in Leiden een van de oprichters van het Vooraziatisch Genootschap Ex Oriente Lux, een vereniging die nog steeds bestaat. Een academische positie wist ze echter niet te verwerven. Wel kon ze in 1939 met een onderzoeksbeurs naar Parijs vertrekken, waar zij verbleef toen op 10 mei 1940 de grote Duitse aanval op West-Europa begon. Ze wist in de zomer van 1940 Engeland te bereiken. Tijdens de Tweede Wereldoorlog werkte ze als omroepster bij de BBC in Londen. Van 1947 tot 1951 woonde ze in Israël waarna ze terugkeerde naar Amsterdam.
Ze was sinds 1959 lerares in de klassieke talen, vanaf begin jaren zestig tot haar pensioen aan het Haarlemmermeerlyceum in Badhoevedorp, waar zij vanaf 1970 ook woonde. Daarnaast was zij correspondente voor The Jerusalem Post en andere Israëlische en joodse bladen. Ook verzorgde zij jarenlang de rubriek 'Nederlands Nieuws' in het tijdschrift Aleh van de Organisatie van Nederlandse Immigranten in Israël, de Irgoen Olei Holland (IOH). Verder deed ze ook nog nu en dan vertaalwerk Engels-Nederlands van boeken over joodse onderwerpen.
In Nederland was ze echter vooral bekend als schrijfster van, in de loop van tientallen jaren, duizenden ingezonden stukken waarin ze de verkeerde weergave van feiten in kranten en tijdschriften corrigeerde. In de Weinreb-affaire(s) behoorde zij, samen met de schrijver W.F. Hermans, tot de vroegste en bekendste tegenstanders van Friedrich Weinreb en diens verdedigers Renate Rubinstein en Aad Nuis. En in 1976 tipte zij journalist Hans Knoop over het oorlogsverleden van kunstverzamelaar Pieter Menten wat uiteindelijk tot diens arrestatie en veroordeling leidde.
Tot op hoge leeftijd reisde ze met de bus heen en weer tussen Badhoevedorp en bibliotheken en boekhandels in Amsterdam. Boas overleed op 89-jarige leeftijd in het Slotervaartziekenhuis te Amsterdam, nadat zij in haar eigen woning ten val was gekomen. Na haar dood werd de Dr. Henriëtte Boas Stichting opgericht. De Joodse Omroep zond een portret over haar uit onder de titel Ik lees de krant met een schaar.

## Vertaalwerkzaamheden
Boas vertaalde onder meer Isidore Epstein's klassieke boek Judaism; A Historical Representation (Harmondsworth: Penguin, 1959) in het Nederlands onder de titel Geschiedenis van het Jodendom (Utrecht/Antwerpen: Het Spectrum, 1964; Aula: het wetenschappelijke pocketboek 157).
Van haar hand verscheen ook de Nederlandse vertaling en bewerking (samen met Ya'acov Colthof) van het boek Wegwijs in het Jodendom (Amsterdam: Stichting Yad Achat/Nederlands-Israëlietisch Kerkgenootschap, 1985); oorspronkelijke Engelstalige uitgave: Chaim Pearl en Reuben S. Brookes, A Guide to Jewish Knowledge (London: Jewish Chronicle Publications, eerst druk 1956, vierde, herziene druk 1965, zesde herziene druk 1982).
Voorts heeft Boas Max Reisel's proefschrift Observations on the Tetragrammaton van het Nederlands naar het Engels vertaald.

## Trivia
- Op 24 januari 2023 werd er in de nieuwbouwwijk Quatrebras in Badhoevedorp door de gemeente Haarlemmermeer een straat naar haar vernoemd; de Dr. Henriëtte Boasstraat[2].